# Leoš Janáček
Leoš Janáček, češki skladatelj, pedagog in etnomuzikolog, * 3. julij 1854, Hukvaldy (Hochwald), † 12. avgust 1928, Moravská Ostrava.
Janáček velja poleg Bedřicha Smetane in Antonína Dvořáka za največjega češkega skladatelja. 

## Življenje in delo
Bil je sin šolskega učitelja, kot deček je pel v samostanskem zboru v Brnu. Kasneje je študiral glasbo v Pragi in se preživljal kot učitelj glasbe. Bil je tudi zborovodja številnim amaterskim zborom. Leta 1881 se je vrnil v Brno in ustanovil orglarsko šolo, ki je kasneje postala Brnski glasbeni konservatorij. Večino življenja je preživel v tem kraju kot glasbeni pedagog, deloval pa je tudi kot etnomuzikolog.
Kmalu se je spoprijateljil s skladateljem Antonínom Dvořákom in pričel komponirati v relativno tradicionalnem romantičnem slogu. Po operi Šárka (1881) se je njegov izraz počasi začel spreminjati. Raziskoval je moravseke in slovaške ljudske pesmi. Posebno natančno se je ukvarjal z reprodukcijo ritma in barve zvoka pogovornega češkega jezika, kar mu je služilo kot pomoč pri ustvarjanju izrazitih vokalnih melodij v operi Jenůfa (1904).
Ustvaril je devet oper. Od teh so najbolj uspele Jenůfa (1904), ki mu je prinesla mednarodno slavo, Katja Kabanova (1921), Lisička Zvitorepka (1923) in nedokončana Zapiski iz mrtvega doma po delu Dostojevskega. Njegovo najbolj znano zborovsko delo je Glagolska maša (1928), mnogokrat pa izvajajo tudi Sinfonietto za simfonični orkester. Kot skladatelja vokalnih del in muzikologa ga je prevzela melodija jezika. Zapustil je več tisoč ritmično-melodičnih vzorcev ljudskega govora – najraje jih je zapisoval na tržnici v Brnu (na lističih je navadno zapisal tudi ime govorca, npr. »branjevka Kata, branjevka Mara ...«). Vse življenje je bil narodno zaveden, leta 1896 pa se je na potovanju v Rusijo navzel tudi panslovanskih idej, pod tem vplivom je nastala tudi simfonična rapsodija Taras Buljba.